# Haarstaartdegenvis
De haarstaartdegenvis (Trichiurus lepturus) is een straalvinnige vissensoort uit de familie van de haarstaarten (Trichiuridae). De wetenschappelijke naam van de soort is gepubliceerd in 1758 door Linnaeus in de tiende editie van Systema naturae.